# زمین‌لرزه آوریل ۱۹۶۷ اندونزی
زمین‌لرزه اندونزی  در تاریخ ۱۲ آوریل ۱۹۶۷ میلادی، برابر با ‎۲۳ فروردین ۱۳۴۶، ساعت ۴:۵۱:۳۷ به زمان یوتی‌سی در اندونزی رخ داد. ژرفای این زلزله ۱۷٫۳ کیلومتر بود. بزرگی آن ۶٫۱ در مقیاس mb اعلام شده‌است. زمین‌لرزه به وقت محلی در روز چهارشنبه، ساعت ۱۱ روی داده و منطقه زمانی آن یوتی‌سی +۷ بوده‌است .
سازمان زمین‌شناسی آمریکا نیز جای این زمین‌لرزه را در مختصات ۵°۳۰′شمالی ۹۷°۱۸′شرقی / ۵٫۵°شمالی ۹۷٫۳°شرقی و بزرگی آنرا برابر با ۶٫۱ در مقیاس ریشتر اعلام کرده‌است. ژرفای گزارش شده از سوی این سازمان ۱۰۰ کیلومتر می‌باشد.
سونامی نیز در این زلزله گزارش شده‌است.